# Казарский, Александр Иванович
Алекса́ндр Ива́нович Каза́рский (1797, Оршанский уезд, Белорусская губерния — 16 [28] июня 1833, Николаев) — российский военный моряк, герой русско-турецкой войны 1828—1829 годов, капитан 1-го ранга (1831), кавалер ордена Святого Георгия. В звании флигель-адъютанта состоял в свите императора Николая I. Получил широкую известность после того, как 18-пушечный бриг «Меркурий» под его командованием одержал победу в бою с двумя турецкими линейными кораблями.

## Биография

### Происхождение
Родился в Дубровно (Оршанский уезд, Белорусская губерния) 16 июня 1797 года в семье отставного губернского секретаря, управляющего имением князя Любомирского. Александр был четвёртым ребёнком в семье Ивана Кузьмича и Татьяны Гавриловны Казарских. У него был младший брат Николай и три старших сестры: Прасковья, Екатерина, Матрёна.

### Ранние годы
В детстве Александр учился в церковно-приходской школе, где священник Дубровненского православного прихода преподавал ему грамоту, а молодой ксёндз — математику, латынь и французский язык. В доме Казарских не поощрялось чтение книг, зато отец привил Александру уверенность в непоколебимости устоев империи, дал чёткое понятие о чести и верности Отечеству.
В 1808 году к Казарским приехал крёстный Александра — Василий Семёнович, двоюродный брат Ивана Кузьмича. Незадолго до этого он получил должность в обер-интендантстве Черноморского флота и предложил определить Александра в Черноморское штурманское училище в Николаеве. Отец согласился и, по свидетельству капитан-лейтенанта Ивана Николаевича Сущева, первого биографа Казарского, сказал на прощание: «Честное имя, Саша, — это единственное, что оставлю тебе в наследство».

### Карьера
Александр Казарский поступил волонтёром на флот в 1811 году, став кадетом Николаевского штурманского училища. Занятия в училище сопровождались историями о боевой славе русского флота. Среди учителей Казарского был Лука Андреевич Латышев, ходивший в плавание с Ушаковым и принимавший участие во взятии Корфу. Со времён обучения в училище кумиром Казарского на всю жизнь стал адмирал Сенявин. Будучи скромным и застенчивым, Александр тяжело сходился с людьми и настоящих друзей не имел. Тем не менее, он сошёлся с некоторыми сокурсниками по кадетскому корпусу, из которых можно выделить Николая Чижова, сына военного советника Алексея Петровича Чижова. Казарский и Чижов стали приятелями. Николай был начитан и привил Александру любовь к литературе.
30 августа 1813 года Казарский был записан гардемарином на Черноморский флот, а в 1814-м произведён в мичманы . В начале флотской карьеры он ходил на бригантинах «Десна» и «Клеопатра», перевозивших грузы между черноморскими портами, а позже по собственному рапорту был направлен на Дунайскую флотилию, где его назначили командиром отряда мелких гребных судов в Измаиле. Перед отправкой в Измаил Александр посетил Дубровно и нашёл родной дом в запустении: отец умер, сёстры Прасковья и Екатерина вышли замуж, мать Татьяна Гавриловна уехала на свою родину в Малороссию, а Матрёна погибла, бросившись в Днепр, когда спасалась от преследовавших её французских солдат, занявших город в 1812 году.
В 1819 году Казарский был произведён в лейтенанты и назначен на фрегат «Евстафий», который отправился в Севастополь. На Черноморском флоте Казарский служил под началом Ивана Семёновича Скаловского, которого считал своим кумиром с юности. Под началом Скаловского Казарский прошёл хорошую командирскую школу, усвоил основные принципы, которыми должен руководствоваться офицер: действовать самостоятельно и решительно, уметь установить взаимопонимание с экипажем, разгадывать замыслы и опережать действия противника.
После службы на «Евстафии» Казарский выходил в практические плавания на шхуне «Севастополь», служил на транспортах «Ингул» и «Соперник», на катере «Сокол», бриге «Меркурий», командиром которого стал через несколько лет, и на линейном корабле.
В 1828 году Казарский командовал транспортным судном «Соперник». Судно участвовало в высадке войск третьей бригады и доставке вооружений. А. С. Грейг распорядился оборудовать транспорт «единорогом», что перевело транспортное судно в разряд бомбардирских кораблей. В то время, как основной флот не мог подойти к Анапской крепости по мелководью, «Соперник» под командованием Казарского в течение трёх недель, маневрируя, обстреливал её укрепления. За время осады Анапы «Соперник» получил шесть пробоин корпуса и два повреждения рангоута, но до последнего дня осады продолжал атаковать крепость. За участие во взятии Анапы Александр Казарский был произведён в капитан-лейтенанты.
В сентябре того же года по схожему сценарию была взята Варна, и за проявленную при этом храбрость Казарский был награждён золотой саблей.

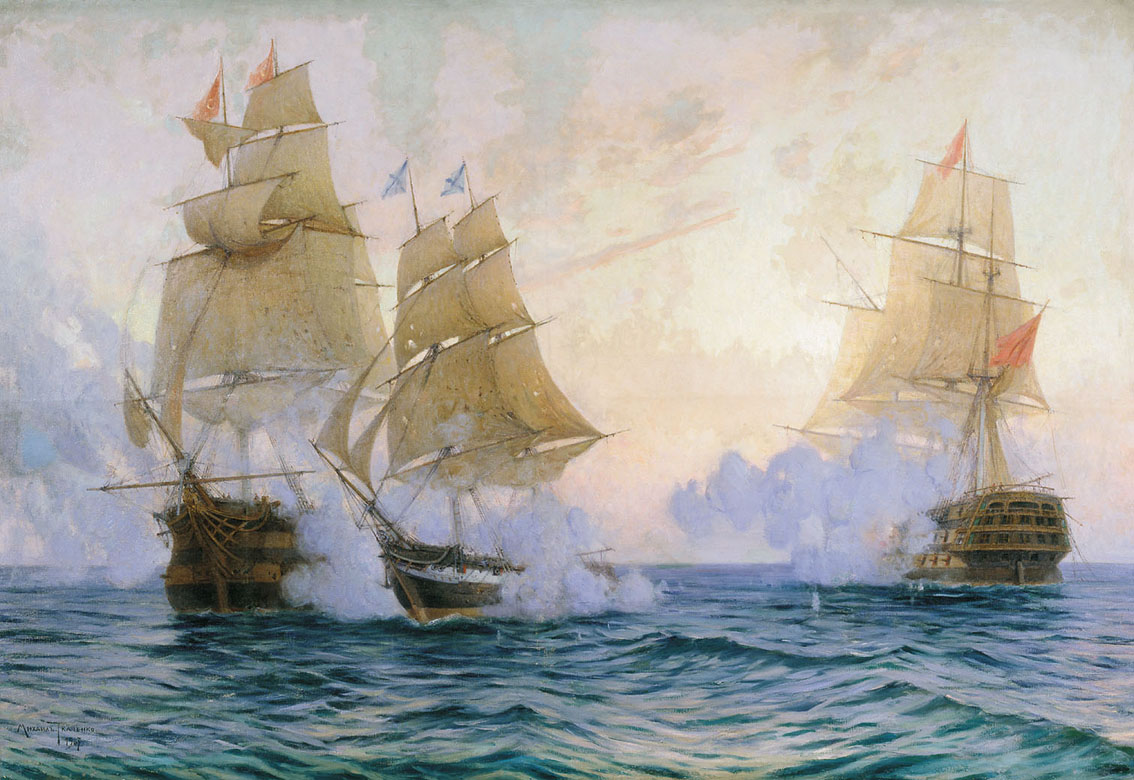
«Бой брига „Меркурий“ с турецкими кораблями 14 мая 1829 года»

В 1829 году Грейг назначил Казарского командиром 18-пушечного брига «Меркурий». Александр Иванович служил на «Меркурии» несколькими годами раньше, поэтому корабль был ему хорошо знаком.

Под командованием капитан-лейтенанта Казарского «Меркурий» совершил один из самых выдающихся подвигов в истории морских сражений. 14 мая 1829 года 18-пушечный бриг был настигнут двумя турецкими кораблями «Селимие» и «Реал-беем», имеющими в сумме десятикратное превосходство в количестве орудий. Приняв неравный бой, экипаж брига под командованием Казарского одержал блестящую победу, нанеся противнику повреждения, принудившие его выйти из боя. Турецкий офицер с «Реал-бея» писал позже:

В продолжение сражения командир русского фрегата говорил мне, что капитан сего брига никогда не сдастся, и если он потеряет всю надежду, то тогда взорвёт бриг свой на воздух. Ежели в великих деяниях древних и наших времён находятся подвиги храбрости, то сей поступок должен все оные помрачить, и имя сего героя достойно быть начертано золотыми литерами на храме Славы: он называется капитан-лейтенант Казарский, а бриг — «Меркурий».

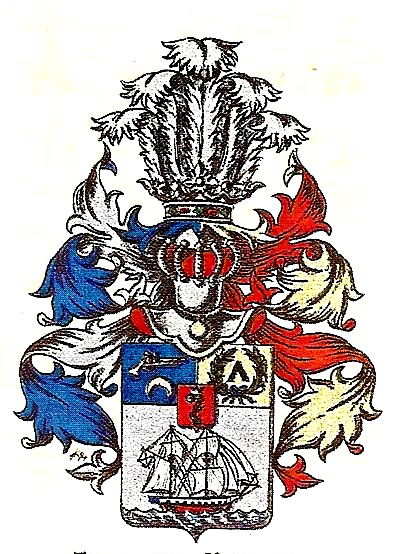
Герб Александра Казарского

За свой подвиг Казарский был произведён в капитаны II ранга, награждён орденом Святого Георгия IV класса и назначен флигель-адъютантом. Также в герб Казарского, как символ готовности пожертвовать собой, было внесено изображение тульского пистолета, который Александр Иванович перед боем положил на шпиль у входа в крюйт-камеру для того, чтобы последний из оставшихся в живых офицеров выстрелом взорвал порох.

Щит разделен на три части, из коих в первой в голубом поле изображен золотый пистолет и под оным серебряная луна, рогами вниз обращенная. Во второй в золотом поле между лавровою и масличною ветвиями чернаго цвета стропило. В нижней пространной части В серебряном поле военное судно с распущенными парусами. Посредине в малом щитке изображён употребляемый в роде Козарскаго герб, то есть: в красном поле извивающийся уж, увенчанный дворянскою короною, и держащий во рту яблоко. Щит увенчан дворянскими шлемом и короною с пятью на оной строусовыми перьями. Намет на щите голубый и золотый, подложенный серебром и красным.
— Герб Казарского внесён в Часть 10 Общего гербовника дворянских родов Всероссийской империи, стр. 122
В 1829 году, с 26 мая по 17 июля Казарский командовал 44-пушечным фрегатом «Поспешный» и принял участие во взятии Месемврии. С 17 июля 1829 по 1830 год он был капитаном 60-пушечного фрегата «Тенедос». Этот фрегат относился к самым крупным фрегатам русского флота, которые иногда называли 60-пушечными линейными кораблями. До октября 1829 года «Тенедос» под командованием Казарского трижды выходил к Босфору.

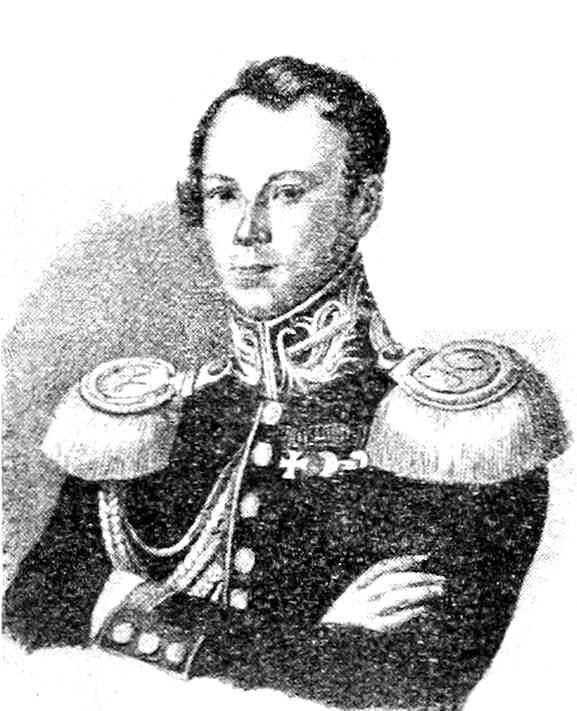
Портрет к статье «Казарский, Александр Иванович». Военная энциклопедия Сытина (Санкт-Петербург, 1911—1915)

В 1830 году Казарский был отправлен в Англию с князем Трубецким для поздравления короля Вильгельма IV. В 1831 году за отличную службу был произведён в капитаны 1-го ранга, после чего был уволен от командования кораблём и поступил в свиту Николая I. Состоя в свите, был командирован в Казань для определения целесообразности дальнейшего существования Казанского адмиралтейства. После командировки прошёл по рекам и озёрам из Белого моря до Онеги в поисках нового водного пути.

### Смерть
В 1833 году Казарский был направлен для проведения ревизии и проверки тыловых контор и складов в черноморских портах, но через короткое время после прибытия в Николаев внезапно скончался от отравления. Для отравления, предположительно, использовался кофе с мышьяком.

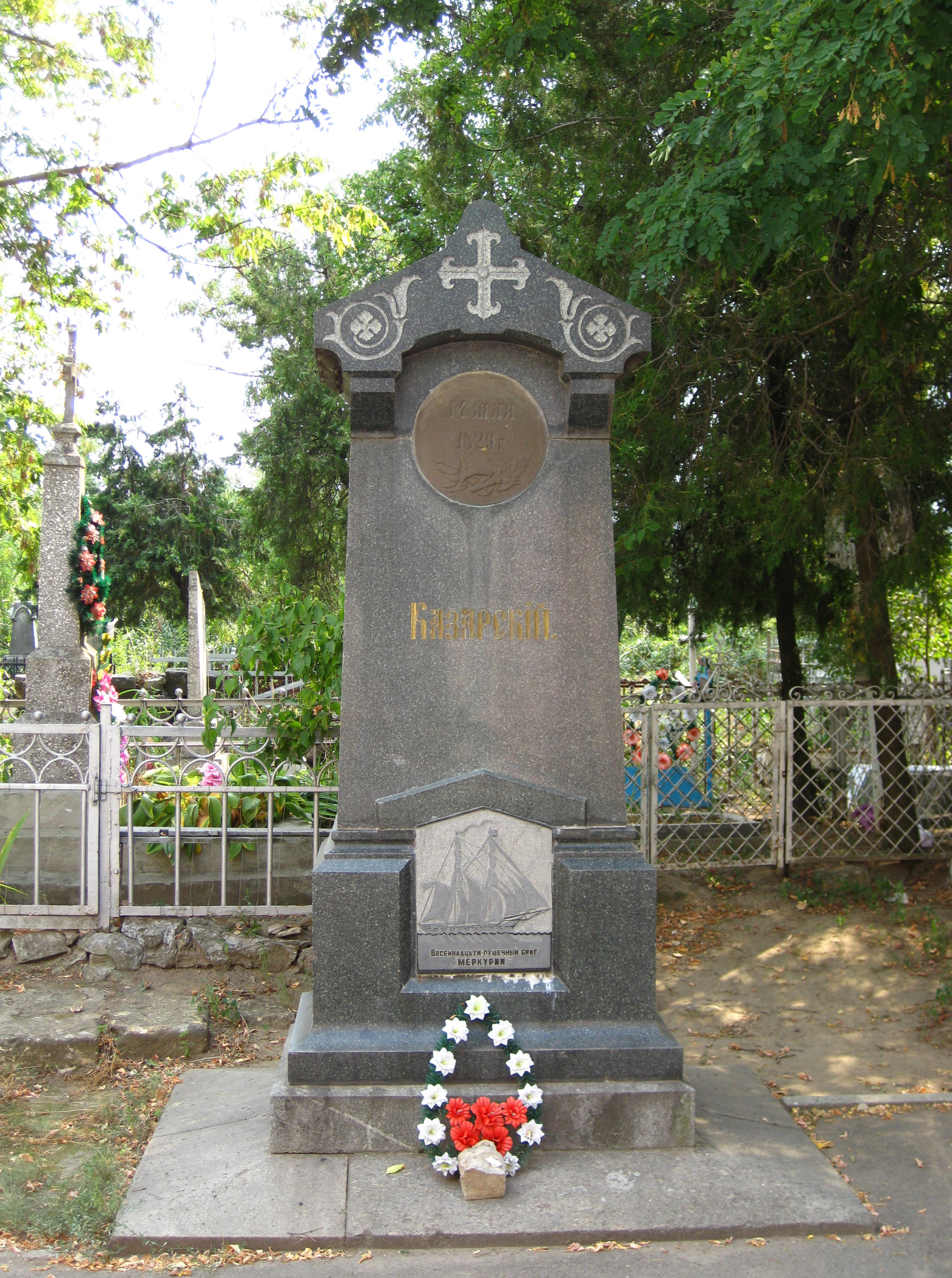
Могила А. И. Казарского в Николаеве

Дядя Казарского Моцкепич (по другим данным, Алексей Ильич Мацкевич) оставил ему в наследство 70 тысяч рублей, шкатулка с которыми была разграблена с участием Григория Автомонова, николаевского полицмейстера. По свидетельству графа А. Х. Бенкендорфа, Казарский собирался непременно отыскать виновного. Бенкендорф утверждал, что Автомонов имел отношения с супругой капитан-командора Михайловой, приятельница которой, Роза Ивановна, имела близкое знакомство с неким аптекарем.

Казарский, отобедав у Михайловой, выпил чашку кофе и почувствовал себя плохо. Близкая знакомая Казарских, Елизавета Фаренникова, утверждала, что в последние дни Казарский, заходя к кому-либо, ничего не ел и не пил, так как был предупреждён о возможном покушении. Даже некую немку, у которой остановился в Николаеве, он просил попробовать каждое блюдо, прежде чем самому приступить к еде. Однако Казарский не смог отказать красавице-дочери хозяина дома, которая поднесла ему чашку с отравленным кофе. За разговором Александр Иванович выпил всю чашку. По утверждению штабс-лекаря Петрушевского, к которому обратился Казарский, тот постоянно плевал, от чего на полу образовались чёрные пятна, которые не удавалось смыть. Фаренникова утверждает, что и доктор был в сговоре против Казарского, так как вместо того, чтобы дать ему противоядие, усадил его в горячую ванну несмотря на то, что сам Казарский говорил ему, что отравлен. После смерти тело Казарского почернело, голова и грудь раздулись, лицо обвалилось, волосы выпали, глазные яблоки лопнули, а ноги по ступни отвалились в гробу. Эти изменения произошли менее чем за двое суток, и некоторые авторы утверждают, что их причиной стало не отравление, а летняя жара, а причиной смерти стал обыкновенный грипп. В своей записке Бенкендорф говорит, что следствие Грейга по делу о смерти Казарского ничего не открыло и другое следствие вряд ли будет успешным, поскольку Автомонов, участие которого в заговоре против Казарского подозревал граф, является близким родственником генерал-адъютанта Лазарева.

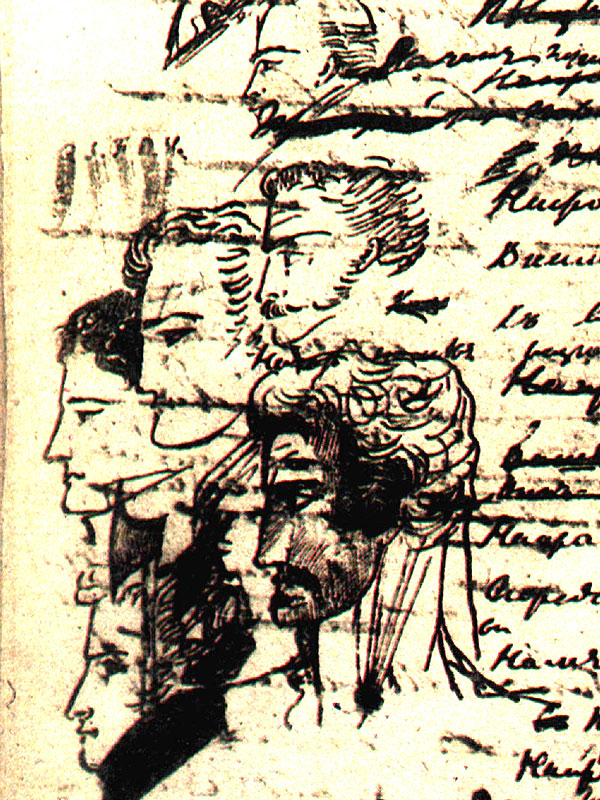
Рисунок А. С. Пушкина. Казарский в верхнем ряду слева

По мнению историка флота Владимира Шигина версия, представленная в записке Бенкендорфа об отравлении из-за наследства, сфабрикована. Фактической причиной отравления была деятельность Казарского как ревизора Черноморского флота и черноморских портов и вскрытие им фактов злоупотребления и коррупции высших флотских начальников под руководством адмирала А. С. Грейга.
Внешние изменения Казарского после смерти подтверждала и Елизавета Фаренникова, бывшая тому свидетельницей: «голова, лицо распухли до невозможности, почернели, как уголь; руки распухли, почернели аксельбанты, эполеты, всё почернело… когда стали класть в гроб, то волосы упали на подушку». Гибель Казарского Фаренникова связывает с его ревизорской деятельностью и беспорядками и злоупотреблениями, царившими в то время на флоте.
Во время похорон за гробом шло множество людей, среди которых были вдовы и сироты, которым Казарский много помогал. Рыдая, они кричали: «Убили, погубили нашего благодетеля! Отравили нашего отца!».
Через шесть месяцев из Санкт-Петербурга прибыла следственная комиссия, которая эксгумировала труп и извлекла внутренние органы для отправки в столицу, однако, как вспоминает Фаренникова, этим дело и кончилось.
Казарский был лично знаком с А. С. Пушкиным, П. А. Вяземским и К. И. Далем. Известен «пророческий» рисунок Пушкина, на котором тот изобразил портреты Казарского, Сильво, Фурнье, Даля и Зайцевского (над рисунком сделана подпись заглавных букв фамилий изображённых людей: Q, S, F, D, Z) и топор, касающийся Даля и Казарского, которые после были отравлены в Николаеве.

## Увековечение памяти
В хранящемся в Государственном музее А. С. Пушкина альбоме, принадлежавшем некогда Екатерине Юрковской — дочери генерал-майора А. А. Юрковского, жившей в 1828—1831 годах в Севастополе, сохранилось несколько строк, написанных Казарским к любительскому рисунку с изображением легендарного боя брига «Меркурий»

### В поэзии
Поэт Д. В. Давыдов в стихотворении «Зайцевскому, поэту-моряку», посвящённому ещё одному участнику русско-турецкой войны 1828—1829 годов, герою штурма Варны, писал: «Мужайся! — Казарский, живой Леонид, / Ждет друга на новый пир славы… /О, будьте вы оба отечества щит…»

### Памятник Казарскому в Севастополе

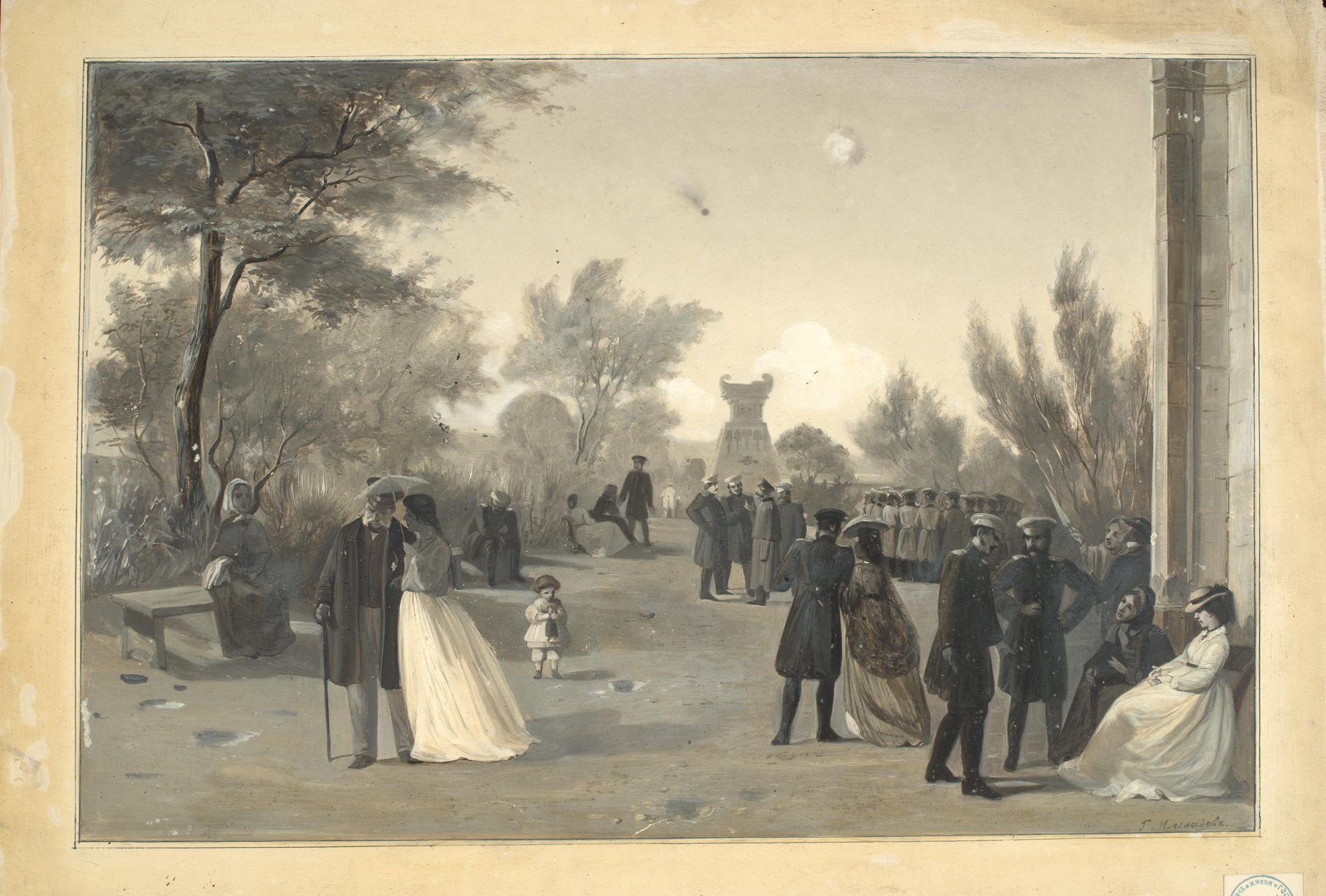
Севастополь. Памятник Казарскому на Малом Бульваре.(рис.~1872 г.)

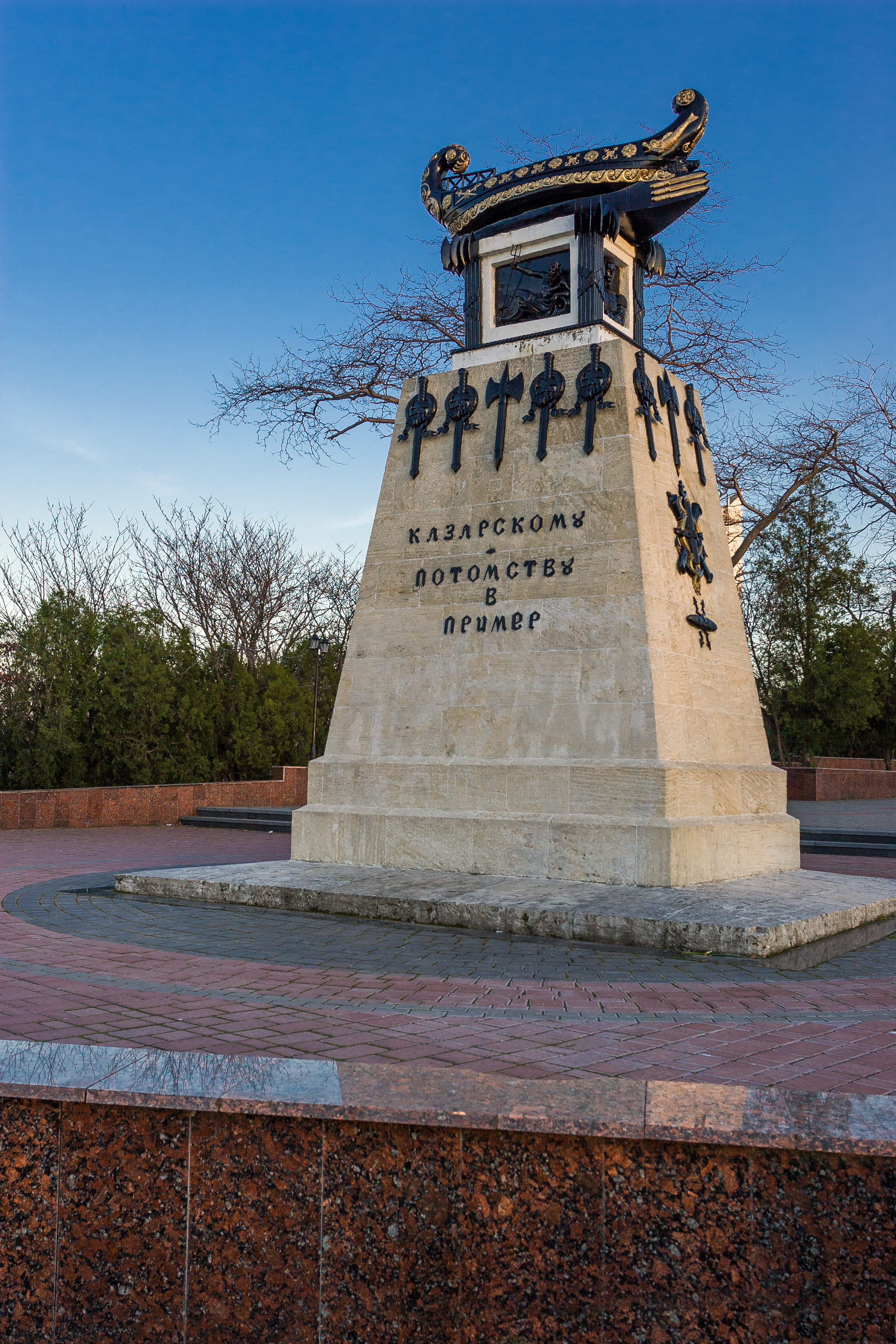
Памятник А. И. Казарскому, «Потомству в пример».

Первым предложил увековечить подвиг брига командующий Черноморской эскадрой адмирал М. П. Лазарев. По его же инициативе проводился сбор средств на сооружение памятника, всего было собрано 12 тысяч рублей. Памятник был заложен к пятилетию подвига брига «Меркурий» — в 1834-м и открыт в 1839 году на Малом Бульваре (позже Мичманский, сейчас Матросский) Севастополя. Он был выполнен по проекту академика архитектуры А. П. Брюллова. Строительные работы выполнил мастер О. Г. Нюман. Строительство велось на средства, собранные моряками Черноморского и Балтийского флотов.
Памятник сооружен в стиле классицизма. На усеченной пирамиде из крымбальского известняка установлена античная трирема. На подиуме в небольших нишах помещены горельефные изображения А. И. Казарского и античных богов — Ники (богиня победы), Нептуна и Меркурия. На постаменте — два маскарона и военные атрибуты, символизирующие славу и доблесть. В одном из документов Центрального государственного архива в Москве указано, что надпись «Казарскому. Потомству в пример» велел написать сам Николай I.
Памятник Александру Казарскому стал первым памятником, воздвигнутым в Севастополе.

### Мемориал в Дубровно
На родине А. С. Казарского в центральной части города Дубровно установлен камень с мемориальной доской с надписью на белорусском языке : «У гонар славутага земляка, героя руска-турэцкай вайны 1828—1829 гадоў, капітана першага рангу камандзіра брыга «Меркурый» Казарскага Аляксандра Іванавіча».

### Объекты, названные в честь Казарского
Имя Казарского получили бриг Балтийского флота, серия из шести минных крейсеров Черноморского флота, а также первый из кораблей этого типа. В советское время его имя носил морской тральщик проекта 266 ЧФ «Александр Казарский».
8 июня 1954 года в честь Казарского были названы улица в Нахимовском районе Севастополя, ранее носившая имя Четвёртой Параллельной и улица в родном городе Дубровно, а в Ленинском районе Николаева (микрорайон Водопой) именем Казарского назван переулок